# سیف‌آباد (سروستان)
سیف‌آباد، روستایی از توابع بخش کوهنجان شهرستان سروستان است. این روستا در ۴۰ کیلومتری شمال شهر سروستان واقع است.
سیف‌آباد براساس سرشماری مرکز آمار ایران در سال ۱۳۸۵، دارای جمعیت ۱٬۱۲۲ نفر (۲۷۳خانوار) بوده‌است.  
این روستا چشمه‌های بسیاری دارد که گود کل و مورتک، چشمه چنار از جمله آنها می‌باشد. محصولات کشاورزی این روستا جو، گندم می‌باشد و اخیرا پسته نیز یکی از محصولات این روستا شده است. این روستا با دریاچه مهارلو چند کیلومتر بیشتر فاصله ندارد و آبهای فصلی رودخانه‌های این روستا به این دریاچه می‌ریزد. عمده دشت سروستان در جوار این روستا می‌باشد که دشتی است بی‌آب و علف که دارای پوشش گیاهی و جانوری است. روستاهای چاه انجیر، علی الدوله، قنبری، بکت، خرزهره و بیت اللهی از همسایگان این روستا می‌باشد. 